# Pereked
Pereked is een plaats (község) en gemeente in het Hongaarse comitaat Baranya. Pereked telt 183 inwoners (2001).